# Volgai németek
A volgai németek a Volga folyó mentén élő német kisebbség. 

## Történetük

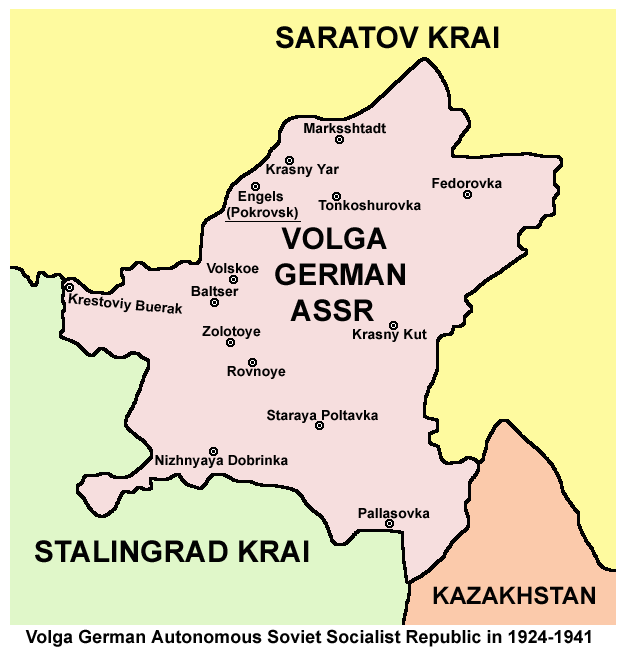
Volgai Autonóm Szovjet Szocialista Német Köztársaság

Az Orosz Birodalomban jelentős német nemzetiségű lakosság élt a 19. század végén. Ekkor majdnem 2 millió német élt Oroszországban. Az oroszországi németek többsége protestáns vallású volt. Két nagyobb csoportjuk volt: a középkori eredetű balti németség, amely a 18. században került orosz fennhatóság alá, és a főként a Volga mentén élő német telepesek leszármazottai. Őket II. Katalin orosz cárnő idejében (1762) telepítették oda. A balti németek elsősorban városlakók, míg a volgai németek elsősorban földművesek voltak. 
A népszámlálási adatok szerint az oroszországi németek száma, az 1930-as évek éhínségeit kivéve, végig nőtt és 1989-re meghaladta a 2 millió főt. Az 1930-as évektől az asszimiláció fokozatosan felgyorsult körükben, olyannyira hogy 1989-re már a szovjetunióbeli németek kevesebb, mint fele volt német anyanyelvű.
1918-ban létrehozták a 22 kantonból álló a Volgai Német Autonóm Szovjet Szocialista Köztársaságot az Alsó-Volga vidéken. 1926-ban kétharmad részt német többségű volt a terület, amely azonban jelentős orosz és ukrán "kisebbséggel" is rendelkezett. Az 1930-as évek eleji erőszakos kollektivizáció itt is katasztrofális következményekkel járt. A Szovjetunióban ezen régiót erősen sújtotta az éhínség. A kazahok kivételével minden népcsoport száma csökkent az autonóm területen, ám a nemzetiségi arányok lényegében változatlanak maradtak.
Az 1941-es német támadás után a Szovjetunió teljes német lakosságát, amely 1,2 millió lelket számlált keletre, többnyire Szibériába, vagy Kazahsztánba telepítették. Bár az első deportált német családok 1935-ben érkeztek meg Szibériába, az első tömeges áttelepítési hullám 1941 nyarán kezdődött a Krím-félszigeten élő németek kitelepítésével a német-szovjet háború előestéjén.
1941. augusztus 28-án hoztak egy rendeletet, amelyben kiadták a parancsot a németek tömeges deportálására és amelyet nagyjából 3 hét alatt véghez is vittek. Ezek a deportálások nagy többségükben nőket érintettek. A szovjet kormány utasítása úgy szólt, hogy a „Volgai Német Köztársaság és Szaratov, valamint a sztálingrádi térség összes német lakosát, 479 841 személyt kivétel nélkül, városiakat és vidékieket egyaránt kitelepíti”. 1941. augusztus 31-én a leningrádi németeket Kazahsztánba küldték, majd alig napokkal később egy másik utasítás elrendelte, hogy 39 régióból és tartományból összesen 302 288 németet telepítsenek ki. Ezt a deportálási hullámot az 1941. szeptember 6-i rendelet zárta, amely szerint a moszkvai és rosztovi térségben élő 31 ezernyi német kitelepítésére került sor. Összesen körülbelül 1,1 millió németet hurcoltak el szülőhelyéről.
A németek kitelepítése a balti országok 1944-es újbóli elfoglalása után is folytatódott, a 260 ezer balti németből 70 ezret deportáltak. 
1951. december 13-án a németeket érintő minden külön korlátozást megszüntettek. Bár a német nemzetiségűek nem voltak jogosultak semmilyen kompenzációra, és nem engedélyezték számukra a visszatérést, a deportálást megelőző lakhelyeikre, végül mindannyian visszakapták szovjet állampolgárságukat.
A német nyelv oktatását betiltották és egy 1948 november 26-i rendelet szerint a Belügyminisztérium külön engedélye nélkül nem hagyhatták el a számukra kijelölt lakókörzet határát. Kazahsztánban csak 1970-től mutatható ki a népszámlálásokban a kazahsztáni németek pontos elhelyezkedése. Számuk a szovjet érában nőtt, bár 1989-re nagy részük eloroszosodott. Körülbelül fél milliónyian voltak még ekkor német anyanyelvűek. Az 1990-es évek elején nagy részük Németországba emigrált.